# Arktika 2007

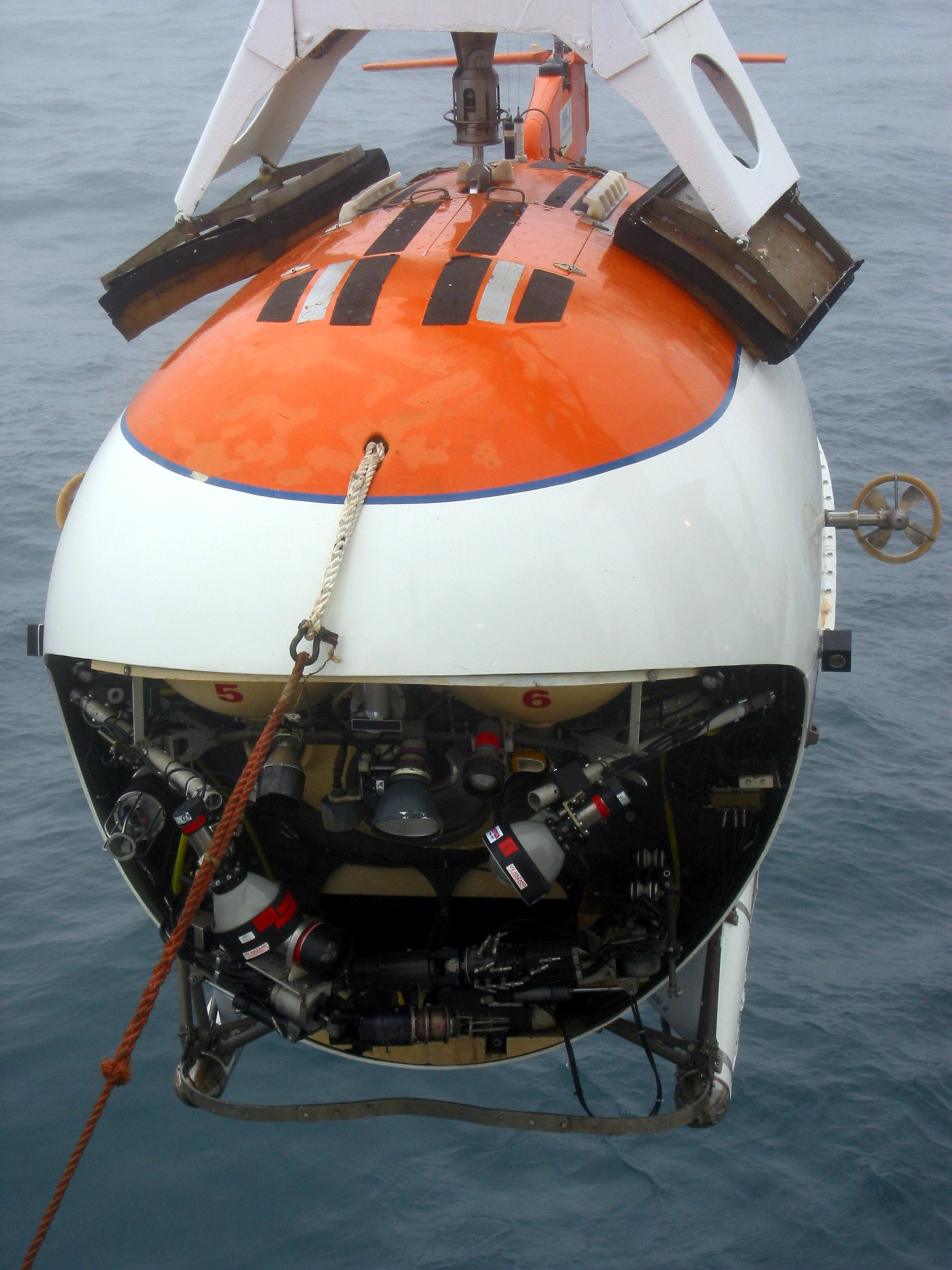
Tàu MIR.

Arktika 2007 (tiếng Nga: Российская полярная экспедиция "Арктика-2007") là một đợt thám hiểm năm 2007 nước Nga từng thức hiện bằng tàu lặn có người xuống đáy của Bắc Cực. Ngày 2 tháng 8 năm 2007, một chiếc VASU của Nga đã thực hiện chuyến lặn có điều khiển đầu tiên xuống đáy Bắc Cực, tới độ sâu 4.3 km, như một phần của một chương trình nghiên cứu hỗ trợ cho tuyên bố lãnh thổ của Nga năm 2001 xuống một thềm lớn của Bắc Băng Dương. Việc này diễn ra trong lần lặn của tàu ngầm MIR và được lãnh đạo bởi nhà thám hiểm cực Liên Xô và Nga Arthur Chilingarov. Trong mộ thành động mang tính biểu tượng, quốc kỳ Nga đã được đặt trên đáy biển ở đúng vị trí Cực.
Cuộc thám hiểm này là mới nhất trong một loạt những động thái kéo dài nhiều thập kỷ của Nga nhằm thể hiện rằng họ là quốc gia có ảnh hưởng vượt trội ở Bắc Cực. Sự ấm lên của khí hậu Bắc Cực và sự tan băng vào mùa hè ở đây đã bất ngờ lôi cuốn sự chú ý của các quốc gia từ Trung Quốc tới Hoa Kỳ, nơi có những nguồn tài nguyên và những tuyến đường thủy có thể nhanh chóng được khai thác.

## Lặn ở điểm Bắc Cực
Vào ngày 2 tháng 8, hai tàu lặn Mir đã được thực hiện tại điểm Bắc Cực.
Phi hành đoàn Của tàu Vũ trụ Mir-1:
- phi công — Tiến sĩ Khoa Học Kỹ Thuật Anatoly Sagalevich;

- nhà Thám Hiểm Vùng Cực danh Dự Artur Chilingarov;

- thống đốc tương lai của vùng Tula, Vladimir Gruzdev.

Phi hành đoàn của tàu Vũ trụ Mir-2:
- phi công-Evgeny Chernyaev;

- Nhà Thám Hiểm Vùng Cực danh Dự Của Nga Frederik Paulsen;

- Một công dân Úc, chủ sở hữu của công ty du lịch "Deep Ocean Expeditions" Mike McDowell.